# Sofia Augusta de Schleswig-Holstein-Gottorp
Sofia Augusta de Schleswig-Holstein-Gottorp   (Castell de Gottorf, 5 de desembre de 1630 - Coswig (Anhalt), 12 de desembre de 1680) fou una noble alemanya, filla de Frederic III de Schleswig-Holstein-Gottorp (1597-1659) i de Maria Elisabet de Saxònia (1610-1684).

## Biografia
A la mort del seu marit, heretà el principat el seu fill Carles Guillem, però essent menor d'edat Sofia Augusta n'exercí la regència.

### Matrimoni i fills
El 16 de setembre de 1649 es va casar al palau de Gottorp amb Joan VI d'Anhalt-Zerbst (1621-1667), fill del príncep Rodolf (1576-1621) i de Magdalena d'Oldenburg (1585-1657).
Fruit d'aquest matrimoni nasqueren:
- Joan Frederic (1650-1651).
- Jordi (1651-1652).
- Carles Guillem (1652-1718), casat amb la princesa Sofia de Saxònia-Weinssenfels (1654-1724)
- Antoni (1653-1714), casat amb Augusta Antònia de Biberstein (1659-1736).
- Joan Adolf (1654-1726).
- Joan Lluís I (1656-1704), casat amb Cristina Elionor de Zeutsch (1666-1669).
- Joaquim Ernest (1657-1658).
- Magdalena Sofia (1658-1659).
- Frederic, nascut i mort el 1660).
- Hedwig Maria Elionor, nascuda i morta el 1662.
- Sofia Augusta (1663-1694), casada amb Joan Ernest III de Saxònia-Weimar (1664-1707).
- Albert, nascut i mort el 1665.
- August (1666-1667).